# Гимн Литвы
Государственный гимн Литвы — «Tautiška giesmė» (в переводе — «Национальная песнь»). Автор текста и музыки Винцас Кудирка (1858—1899).

## История
Впервые гимн был опубликован в журнале „Varpas“ («Колокол») в 1898 году. Публично исполнен впервые в Петербурге 13 ноября 1899 года хором под управлением Чеслава Сосновского. В Вильнюсе исполнен 3 декабря 1905 года. Официально утверждён в качестве государственного гимна декларацией Сейма в 1919 году.
В период советской власти с 1940 по 1941 год и в 1950—1988 годах в качестве гимна республики не использовался, кроме 1944—1950 годов. После включения Литвы в состав СССР в качестве гимна в 1940—1944 годах исполнялся «Интернационал», в 1944—1950 годах — исполнялась Национальная песнь. В 1950—1988 годах функционировал Гимн Литовской ССР, утверждённый только к десятилетнему юбилею присоединения Литвы к Советскому Союзу (текст — Антанас Венцлова, музыка — Балис Дварионас и Йонас Швядас).
В 1988 году ещё до восстановления независимости Литвы был возвращён в качестве гимна Литовской ССР. 19-я статья Конституции Литовской Республики, принятой референдумом в октябре 1992 года, утвердила Национальную песнь в качестве государственного гимна. Последним по времени законодательным актом, касающегося гимна, был принятый 20 мая 1999 года Закон о поправках и дополнениях к закону о Государственном гимне Литвы, принятому в октябре 1991 года. Новая редакция устанавливает случаи и порядок исполнения гимна, запрещая его использование в качестве фона и в прикладных целях, например, в рекламе.
В связи с сооружением в Вильнюсе памятника автору гимна (на памятнике выбит его текст; скульптор Арунас Сакалаускас, архитектор Ричардас Криштапавичюс) разгорелась дискуссия об аутентичности одной строки третьего куплета. В подлинном тексте Винцаса Кудирки она имеет вид „Tegul saulė Lietuvos“ (буквально «Пусть солнце Литвы»), что, по мнению некоторых деятелей (например, директора Благотворительного фонда поддержки памяти Винцаса Кудирки Стасиса Тамошайтиса), звучит абсурдно, поскольку никакого своего солнца у Литвы нет. В официальном тексте гимна, утверждённом Сеймом Литвы, строчка выглядит „Tegul saulė Lietuvoj“ («Пусть солнце в Литве»), что вызывает возражения сторонников аутентичного и традиционно исполнявшегося текста.
Фрагмент нот и текста гимна изображён на памятных монетах достоинством в 5 и 20 евро, выпущенных к 25-летию восстановления независимости Литвы (провозглашённого 11 марта 1990 года) в 2015 году.
Гимн исполняется, как правило, на международных спортивных соревнованиях с участием литовских спортсменов (например, на футбольных матчах), однако были случаи, когда гимн путали с гимном Латвии. 27 мая 2008 года перед футбольным матчем сборных Чехии и Литвы был исполнен по ошибке гимн Латвии, вследствие чего литовцы предъявили претензии к чехам как организаторам матча.

## Текст и перевод
Существует несколько переводов текста на английский, польский, русский, немецкий языки; переводился также на караимский язык, латынь, латышский, норвежский, туркменский, чешский языки и эсперанто. Известны переводы на русский язык В. С. Барановского, Д. Г. Бродского, З. Джавахашвили, Г. Ефремова, Е. Йонайтене и других поэтов.
| Tautiška giesmė | Национальная песнь |
| композитор: Винцас Кудирка слова: Винцас Кудирка Lietuva, Tėvyne mūsų Tu didvyrių žeme, Iš praeities Tavo sūnūs Te stiprybę semia. Tegul Tavo vaikai eina Vien takais dorybės, Tegul dirba Tavo naudai Ir žmonių gėrybei. Tegul saulė Lietuvoj Tamsumas prašalina, Ir šviesa, ir tiesa Mūs žingsnius telydi. Tegul meilė Lietuvos Dega mūsų širdyse, Vardan tos Lietuvos Vienybė težydi! | перевод: Евгений Шкляр Литва, Отчизна наша, Ты — земля героев, И сыны Твои на прошлом Все величье строят. Пусть шагают Твои дети К правде, шаг за шагом. Пусть творят Тебе на пользу И людям на благо. И пусть солнце Литвы Мрак ночной развеет, И слава, и право Путь наш озаряют. Пусть горит любовь Литвы В сердцах яркой чашей. В честь судьбы той Литвы — Единение наше! |

Более точный перевод
Гимн называется
Национальная песнь
1 куплет
Литва, Родина наша,
Ты земля героев,
Из Твоего прошлого Твои сыновья
Пусть могущество черпают.
2 куплет
Пусть идут Твои дети
Только путями добродетели,
Пусть работают Тебе на добро
И людям на благо.
3 куплет
Пусть же солнце в Литве
Темноту развеет,
И свет, и правда
Наши шаги пусть сопровождают.
4 куплет
Пусть любовь к Литве
Горит в наших сердцах,
И во имя той Литвы
Единство процветает!